# Romulea speciosa
Romulea speciosa là một loài thực vật có hoa trong họ Diên vĩ. Loài này được (Andrews) Baker miêu tả khoa học đầu tiên năm 1877.